# National Provincial Championship Division 2 1984
La National Provincial Championship Division 2 1984 fue la novena edición de la segunda división del principal torneo de rugby de Nueva Zelanda.

## Sistema de disputa
Los equipos enfrentan a los equipos restantes de su zona en una sola ronda.
- Los dos mejores equipos de cada zona clasifican a la final, el ganador de la final se corona campeón y enfrenta en un partido de repechaje al último clasificado de la primera división en la búsqueda por un cupo en la siguiente temporada de la primera división.

Los últimos cuatro clasificados del Norte y los tres últimos del Sur descenderán a la nueva Tercera División.

## Zona Norte
Tabla de posiciones
| Pos. | Equipo        | Encuentros | Encuentros | Encuentros | Encuentros | Tantos | Tantos | Tantos | Puntos |
| Pos. | Equipo        | PJ         | PG         | PE         | PP         | F      | C      | Dif    | Puntos |
| ---- | ------------- | ---------- | ---------- | ---------- | ---------- | ------ | ------ | ------ | ------ |
| 1.º  | Taranaki      | 6          | 6          | 0          | 0          | 255    | 45     | +210   | 12     |
| 2.º  | Wanganui      | 6          | 5          | 0          | 1          | 179    | 97     | +82    | 10     |
| 3.º  | King Country  | 6          | 4          | 0          | 2          | 205    | 78     | +127   | 8      |
| 4.º  | Thames Valley | 6          | 3          | 0          | 3          | 101    | 140    | -39    | 6      |
| 5.º  | East Coast    | 6          | 2          | 0          | 4          | 47     | 168    | -121   | 4      |
| 6.º  | Horowhenua    | 6          | 1          | 0          | 5          | 59     | 174    | -125   | 2      |
| 7.º  | Poverty Bay   | 6          | 0          | 0          | 6          | 52     | 196    | -144   | 0      |

|  | Finalista.                   |
|  | Descenso a Tercera División. |

## Zona Sur
| Pos. | Equipo           | Encuentros | Encuentros | Encuentros | Encuentros | Tantos | Tantos | Tantos | Puntos |
| Pos. | Equipo           | PJ         | PG         | PE         | PP         | F      | C      | Dif    | Puntos |
| ---- | ---------------- | ---------- | ---------- | ---------- | ---------- | ------ | ------ | ------ | ------ |
| 1.º  | Southland        | 7          | 7          | 0          | 0          | 185    | 43     | +142   | 14     |
| 2.º  | Marlborough      | 7          | 5          | 0          | 2          | 212    | 68     | +144   | 10     |
| 3.º  | Mid Canterbury   | 7          | 4          | 1          | 2          | 89     | 71     | +8     | 9      |
| 4.º  | West Coast       | 7          | 4          | 1          | 2          | 85     | 135    | -50    | 9      |
| 5.º  | Buller           | 7          | 3          | 0          | 4          | 82     | 121    | -39    | 6      |
| 6.º  | Nelson Bays      | 7          | 2          | 0          | 5          | 103    | 115    | -12    | 4      |
| 7.º  | South Canterbury | 7          | 2          | 0          | 5          | 90     | 107    | -17    | 4      |
| 8.º  | North Otago      | 7          | 0          | 0          | 7          | 42     | 228    | -186   | 0      |

|  | Finalista.                   |
|  | Descenso a Tercera División. |

### Final
| 29 de septiembre de 1984 | Southland | 15 - 10 | Taranaki |  |  |

| Bandera de Nueva Zelanda |
| Campeón Southland        |
| Primer título            |